# Nowy Dwór Królewski

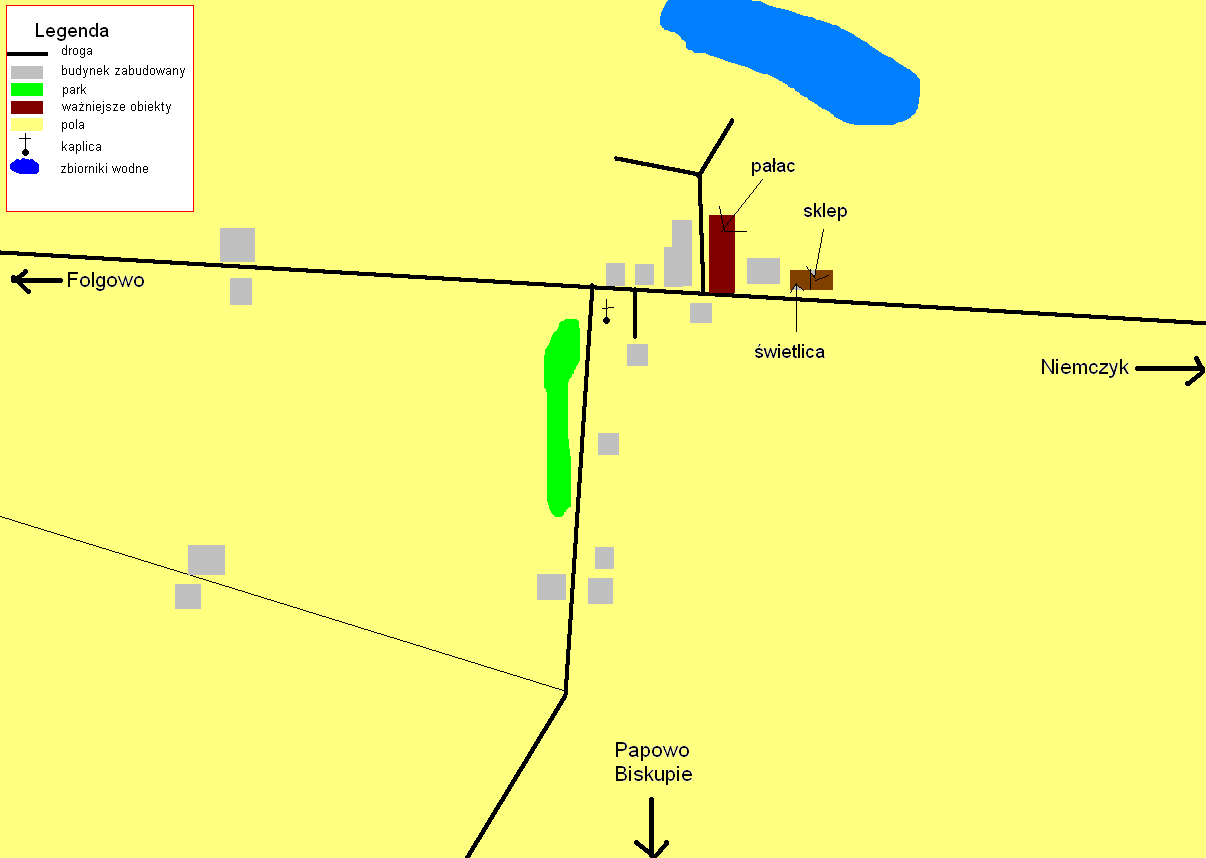
Mapa de Nowy Dwór Królewski (pl).

Nowy Dwór Królewski es una villa polaca situada en la comuna (Gmina) Papowo Biskupie del distrito (Powiat) de Chelmno, perteneciente al Voivodato de Cuyavia y Pomerania, y que se encuentra al norte de Polonia.
Cuenta con una superficie de 3,37 km² y una población de aproximadamente 190 habitantes; con una densidad de 56,4 hab./km².

## Historia
Esta villa fue fundada en el siglo XII, concretamente la primera vez que se la cita es en el año 1398, en un documento en el que se relaciona su ganadería, indicándose que en ella existen 32 caballos, 20 vacas, 215 ovejas y 90 cerdos.
De 1398 a 1421 perteneció a la Orden Teutónica y en las crónicas alemanas se la menciona como Nuwenhof, Nuwenhuf, Nuwemhoff y Koenigliche Neuhof. En 1505 pasaría a ser propiedad del obispo de Chelmno.